# Chubé
Chubé es una figura central en la mitología de la creación del pueblo buglé de Panamá. En la cosmología de este pueblo indígena, Chubé suele ser representado como una poderosa deidad responsable de la creación del mundo y sus habitantes. A menudo se le contrapone a su adversario, Doiá, que representa el caos y la destrucción.
Según la mitología buglere, Chubé fue enviado a este mundo por su padre. Entonces nació de una mujer sola que se unió a un hombre mayor. Creció oculto con su tía materna. Siendo adulto, entabló una lucha cósmica con Doiá para determinar el destino del universo. En esta contienda, Chubé salió victorioso, dando forma al mundo y haciendo surgir la vida. Gracias a sus poderes divinos, creó la Tierra, el cielo, el mar y todos los seres vivos. Tras vencer, dio nombre a todas las cosas y animales. A menudo se atribuye a Chubé la atribución a los humanos de sus cualidades fundamentales y el establecimiento del orden básico del universo. Al final, aconsejó a los hombres construir una casa y les enseñó cómo hacerla.

## Origen del mundo
En un tiempo primordial, el mundo estaba compuesto únicamente de piedras. En este contexto, Doiá, el enemigo de Chubé, ya habitaba la tierra. El padre de Chubé decidió enviar a su hijo a la tierra con la promesa de que algún día sería dueño de todo lo que existiera. Aunque el padre de Chubé advertía sobre la presencia de Doiá, Chubé temía enfrentarse a su enemigo. Sin embargo, su padre lo animó, asegurándole que era el más poderoso y que no debía temer.
Para proteger a Chubé, su padre creó un muñeco idéntico a él y lo envió en lugar de su verdadero hijo. Mientras el muñeco era puesto a salvo con una mujer que lo crio, Doiá, en busca del verdadero Chubé, mató a todos los niños recién nacidos, excepto al muñeco, que permaneció oculto. Cuando Doiá se dio cuenta de que el muñeco no era el verdadero Chubé, decidió matarlo y enterrarlo.
Del corazón del muñeco nació una palma que creció rápidamente. Al escuchar el canto del gallo desde la palma, los animales que iban a ser comidos huyeron. Esto hizo que Doiá temiera por su derrota. Chubé, al regresar, reveló a Doiá que había matado a un muñeco en lugar del verdadero Chubé y propuso una serie de desafíos para decidir quién sería el dueño del mundo.

### Las Apuestas
- Creación de la tierra: Chubé y Doiá hicieron una apuesta para ver quién podría crear la tierra primero. Doiá, al acarrear tierra, no logró cubrir el suelo de piedras, mientras que Chubé, con un puñado de tierra lanzado en forma de cruz, creó una vasta extensión de tierra.

- Creación de la humanidad: En una segunda apuesta, Chubé y Doiá intentaron crear seres humanos. Doiá creó un muchacho que no respondía a sus llamadas, mientras que Chubé logró que el muchacho creado por él se moviera y viniera hacia él, demostrando su habilidad superior.

- Creación del mar: Doiá intentó crear el mar añadiendo sal, pero el agua seguía siendo dulce. Chubé, al lanzar sal en forma de cruz, convirtió el agua en salada, mostrando nuevamente su superioridad.

- Creación de los animales: En la última apuesta, ambos crearon animales. Chubé hizo animales bonitos y comestibles, mientras que Doiá creó animales de aspecto feo e incomestible. Doiá se dio por vencido, reconociendo la superioridad de Chubé en esta tarea.

Tras ganar todas las apuestas, Chubé se declaró el dueño de todo lo que existía en el mundo. En el ojo de agua, Chubé nombró todas las cosas que había creado. La leyenda de Chubé y Doiá no solo explica la creación del mundo según la tradición buglere, sino que también refleja temas universales de poder, enfrentamiento y la reivindicación del orden y el equilibrio en el cosmos.

## El Cataclismo
"El cataclismo que Chubé le anunció a Júli" es una leyenda de la tradición buglere que narra un evento catastrófico de gran envergadura, caracterizado por una inundación global provocada por Chubé, el héroe cultural y transformador de este pueblo indígena. Este relato ofrece una visión particular del mito del diluvio, con elementos que recuerdan a la historia bíblica del Arca de Noé, pero con características propias de la tradición Bocotá.
En el comienzo de la leyenda, el mundo se enfrenta a una amenaza inminente: una gran inundación provocada por la salida del mar, que destruirá la tierra y a todos sus habitantes. Chubé, conocido por su rol de transformador y protector, elige a Júli, un hombre que vivía con su familia, para advertir a su pueblo sobre el cataclismo inminente.
Chubé le comunica a Júli que el mar se precipitará sobre la tierra. Júli, al recibir la noticia, intenta advertir a la gente del pueblo, pero sus advertencias son ignoradas. A pesar del escepticismo general, Júli persevera en su esfuerzo por preparar a la comunidad para el desastre.
Construye una embarcación de ramas atadas, la cual Chubé transforma en un gran y hermoso barco. Chubé le instruye a Júli que recoja parejas de cada especie de animales y los ponga dentro del barco junto con su familia, pues la tierra será sumergida por las aguas del mar.
Al día siguiente, el cataclismo ocurre como se había previsto: el mar se precipita desde todos los puntos cardinales, inundando la tierra y causando la muerte de aquellos que no prestaron atención a las advertencias. Solo Júli y su familia, junto con los animales en el barco, sobreviven.
Después de que las aguas comienzan a retroceder, Chubé envía un zopilote para inspeccionar la tierra. El zopilote encuentra cadáveres y suelo blando, lo que causa que sus patas y cabeza se manchen de rojo, motivo por el cual el zopilote tiene estas características. Chubé también envía a un sapo, que solo llega hasta la orilla del mar y regresa sin novedades. Finalmente, una paloma viaja cuatro veces y, en su último viaje, trae una hoja de olivo, señal de que la tierra se ha vuelto habitable nuevamente.
Chubé informa a Júli que la tierra está lista para ser habitada de nuevo. Júli regresa con su familia y los animales al nuevo mundo, y Chubé les promete que estarán bajo su protección y poder.